# Anaerocolumna xylanovorans
Anaerocolumna xylanovorans es una especie de bacteria grampositiva del género Anaerocolumna. Fue descrita en el año 2016. Anteriormente conocida como Clostridium xylanovorans. Su etimología hace referencia al consumo de xilano. Es anaerobia estricta, móvil por flagelo subpolar o lateral y formadora de esporas terminales. Temperatura de crecimiento entre 25-42 °C, óptima de 37 °C. Catalasa negativa. Se ha aislado de un digestor metanógeno. 